# Densen uta
Pour plus de détails, voir Fiche technique et Distribution.
Densen uta (伝染歌), alias The Suicide Song, est un film d'horreur satirique japonais réalisé par Masato Harada, sorti en 2007. Il a pour originalité d'avoir pour vedettes des membres alors peu connus du groupe de J-pop AKB48, produit par le scénariste du film Yasushi Akimoto, principalement Yūko Ōshima, Sayaka Akimoto, Haruna Kojima et Atsuko Maeda.

## Synopsis
D'après une légende urbaine, une mystérieuse chanson amène ceux qui la chantent à se suicider. Un journaliste (Ryūhei Matsuda) enquête sur les origines de la chanson en compagnie des amies d'une de ses supposées victimes.

## Fiche technique
- Réalisation : Masato Harada
- Scénario : Yasushi Akimoto
- Musique : Kuniaki Haishima
- Production : Masato Harada
- Pays d'origine :  Japon
- Langue originale : japonais
- Genre : film d'horreur
- durée : 128 minutes[1]
- Date de sortie :
  - Japon : 18 août 2007[1]

## Distribution
- Ryūhei Matsuda : Riku Nagase
- Yūsuke Iseya : Taichi
- Hiroshi Abe : Jake
- Yoshino Kimura : Ranko Kaburagi

AKB48
- Yūko Ōshima : Apricot Natsuno
- Sayaka Akimoto : Akari Matsuda
- Haruna Kojima : Kiriko
- Atsuko Maeda : Kana
- Tomomi Kasai
- Minami Minegishi
- Kayo Noro
- Erena Ono
- Minami Takahashi

## Chanson
La chanson en question, Boku no Hana (僕の花), est interprétée dans le film par une ex-chanteuse idole des années 1980, Iyo Matsumoto, dont c'est le retour à la chanson 17 ans après son dernier disque en solo.
Elle sert aussi de thème original final du film, mais interprétée cette fois anonymement par l'ex-membre d'AKB48 Michiru Hoshino sous le pseudonyme "Michiko Goi" (五井道子), version qui sortira en single en août 2007.